# Franz von Lampe
Franz von Lampe, född 9 april 1918 i Afyon-Karahiser i Turkiet, död 25 september 1986 i Adolf Fredriks församling i Stockholm, var en svensk skulptör och violinpedagog.
Franz von Lampe, som tillhörde en friherrlig ätt, kom till Sverige 1936 för att studera för Charles Barkel. Han utbildade sig till skulptör i Paris på 1950-talet. von Lampe var verksam som lärare i violin vid Stockholms kommunala musikskola.
Han var 1945–1960 gift med Ulla Sallert och de fick dottern konstvetaren fil. dr Thérèse von Lampe (född 1949). Senare träffade han Sylvia Marguerite Olsson (1939–1996), som tog namnet Rosand. 1971 fick de en dotter. Från 1978 till sin död var han gift med Margareta Jansson (född 1942).
von Lampe är begravd på Lidingö kyrkogård.

## Filmografi
- 1954 – Flottans glada gossar
- 1955 – Mord, lilla vän